# Чияликулево
Чияликулево (баш. Сейәлеҡул) — деревня в Чекмагушевском районе Республики Башкортостан Российской Федерации. Входит в состав Новобалтачевского сельсовета. 

## География

### Географическое положение
Расстояние до:
- районного центра (Чекмагуш): 20 км,
- ближайшей ж/д станции (Буздяк): 70 км.

## Население
| 2002 | 2009 | 2010 |
| ---- | ---- | ---- |
| 42   | ↘37  | ↘27  |

Национальный состав
Согласно переписи 2002 года, преобладающая национальность — татары (83 %).

## Известные уроженцы
- Байрамов, Ахняф Арсланович  (1923—2010) — башкирский писатель, член Союза писателей РБ с 1957 г., заслуженный работник культуры Башкирской АССР (1983), лауреат премии Всесоюзного центрального совета профсоюзов и Союза писателей СССР (1980).